# In Concert (album Blood, Sweat & Tears)
In Concert – pierwszy album koncertowy zespołu Blood, Sweat & Tears, wydany w 1976 roku w Europie nakładem CBS jako podwójny LP.

## Historia
Nagrania zamieszczone na albumie pochodzą z koncertów zespołu Blood Sweat & Tears w 1975 roku : 5 lipca podczas Schaefer Music Festival w Nowym Jorku, 20 lipca w City Hall Plaza w Bostonie, 11 i 12 sierpnia w National Arts Centre w Ottawie oraz 21 września podczas Monterey Jazz Festival w Monterey.

## Lista utworów
Lista i informacje według Discogs:
1
| 1a. | Introduction                                      | 0:22  |
|     |                                                   |       |
| 1b. | Spinning Wheel (David Clayton-Thomas)             | 5:22  |
|     |                                                   |       |
| 2.  | I Love You More Than You'll Ever Know (Al Kooper) | 8:30  |
|     |                                                   |       |
| 3.  | Lucretia Mac Evil (David Clayton-Thomas)          | 6:57  |
|     |                                                   |       |
|     |                                                   | 21:11 |
|     |                                                   |       |
2
| 1. | And When I Die (Laura Nyro)              | 6:27  |
|    |                                          |       |
| 2. | One Room Country Shack (John Lee Hooker) | 2:40  |
|    |                                          |       |
| 3. | And When I Die (Reprise) (Laura Nyro)    | 2:41  |
|    |                                          |       |
| 4. | Spain (Chick Corea)                      | 8:35  |
|    |                                          |       |
|    |                                          | 20:23 |
|    |                                          |       |
3
| 1. | Hi-De-Ho (G. Goffin/C. King) | 6:17  |
|    |                              |       |
| 2. | Unit Seven (Sam Jones)       | 10:12 |
|    |                              |       |
| 3. | Life (Allen Toussaint)       | 5:03  |
|    |                              |       |
|    |                              | 21:32 |
|    |                              |       |
4
| 1. | Mean Ole World (Jerry LaCroix)                                                 | 9:06  |
|    |                                                                                |       |
| 2. | Ride Captain Ride (Franke Konte/Carlos Pinera)                                 | 6:12  |
|    |                                                                                |       |
| 3. | You've Made Me So Very Happy (B. Gordy, Jr./B. Holloway/P. Holloway/F. Wilson) | 5:16  |
|    |                                                                                |       |
|    |                                                                                | 20:34 |
|    |                                                                                |       |

## Muzycy
- David Clayton-Thomas – główny wokal
- Bobby Colomby – perkusja, chórki
- Dave Bargeron – puzon, tuba, instrumenty perkusyjne, chórki
- Larry Willis – instrumenty klawiszowe, chórki
- Bill Tillman – saksofon, flet, chórki
- Anthony Klatka – trąbka, chórki
- Joe Giorgianni – trąbka, chórki
- Steve Kahn – gitara, chórki National Arts Center
- Georg Wadenius – gitara Schaefer Music Festival, City Hall Plaza
- Mike Stern – gitara, chórki Monterey Jazz Festival
- Ron McClure – gitara basowa
- Don Alias – instrumenty perkusyjne, chórki

### Produkcja
- Bobby Colomby